# Кункиран
Кункиран (Кунг-Киран, Кункиран, Хункиран, Куйкуран) — четвертый сын Орду, старшего сына Джучи-хана, старшего сына Чингиз-хана. Хан Синей Орды.

## Биография
Родился в 1251 году (по некоторым источникам это начало правления хана), сын монгольского военачальника и государственного деятеля Орда-Эджена, его четвёртый сын и наследник. 
По мнению М. Г. Сафаргалиева был назначен на престол своим отцом. Однако ни один известный источник не говорит об этом назначении. Согласно традиции хан избирался на курултае, однако после смерти Орду избрание ханов происходило без каких=либо инцидентов. Правление Кункирана (1253—1280) не было отмечено важными политическими событиями и часто расценивается как «тишайшее».
Согласно версии К. Ускенбая после его смерти на престол взошел Куинджи, который был сыном Сартактая — брата Кункирана, родившийся от старшей жены (хатун) Худжийан, происходившей из рода кунгират. Однако согласно мнению А. Ш. Кадырбаева на престол сначала вступает Сатактай, и уже потом Коничи. 
Период правления Кункирана совпадает с началом распада Монгольской империи и войной за верховную власть между другими потомками ханов; эта борьба велась в 1260-х годах.
Умер Кункиран хан в 1280 году. Историки не имеют данных о женах и детях этого правителя.